# 学校に関する日本一の一覧
学校に関する日本一の一覧は、日本の学校に関する一番のことがらの一覧である。ここでは、（現存する）日本最古の記事も含む。
以下の記事も参照してほしい。
- 学校に関する日本初の一覧 - （現存に関わらず）日本の学校で初めてのもの

## 歴史
＊現存する教育機関の中で前身も含め歴史の最も古いもの。

### 幼稚園
- 日本一歴史が長い幼稚園
  - お茶の水女子大学附属幼稚園、1876年（明治9年）11月16日に東京女子師範学校附属幼稚園として開園　※日本初でもある[1]
- 日本一歴史が長い公立幼稚園 
  - 大阪市立愛珠幼稚園、1880年（明治13年）6月に開園[2]
- 日本一歴史が長い私立幼稚園 
  - 東二番丁幼稚園、1879年（明治12年）6月[3]に仙台区木町通小学校附属幼稚園として開園。2010年（平成22年）4月、私立幼稚園に改組

### 小学校
- 日本一古い起源を持つ公立小学校
  - 岩手県盛岡市立仁王小学校は1636年創立の盛岡藩藩校「稽古所」（のち1840年に「明義堂」、1862年に「作人館」と改称）の流れを汲む。
- 日本一古い公立学校を起源とする公立小学校
  - 新潟県小千谷市立小千谷小学校は1868年（明治元年）10月1日（実質的には慶応4年8月16日）に柏崎県知事の許可を得て開校した「振徳館」が起源で、1967年（昭和42年）に当時の文部省教科書調査官目崎徳衛により「公立学校として日本一古い歴史を持つ学校」という見解が出されている[4][5]。
- 日本一古い公立小学校
  - 上京第二十七番組小学校（京都市、現・京都市立京都御池中学校）、下京第十四番組小学校（現・京都市立洛央小学校）は1869年6月30日（明治2年5月21日）に番組小学校として開校[6]。
- 日本一歴史が長い国立小学校
  - 筑波大学附属小学校、1873年（明治6年）1月15日に東京師範学校附属小学校として開校。1872年9月5日に公布された学制に基づくものとしては日本初の小学校[7]。

### 中学校
- 日本一古い起源を持つ中学校 - 世田谷学園中学校、1592年に『学寮』として開校[8]。

### 高等学校
- 日本一古い起源を持つ高等学校 - 身延山高等学校、1556年（弘治2年）に日蓮宗の僧侶養成機関「善学院」として開学、1912年に現在の高等学校に当たる祖山学院中等部を設置[9]
  - 洛南高等学校・附属中学校は、829年設立の綜藝種智院に端を発するが、綜藝種智院は838年または845年に閉鎖[10]され、1962年および1985年の現在の学校設立[11]までに1000年以上経過しており継承校とは言えない。
- 日本一古い起源を持つ公立高等学校 - 山形県立米沢興譲館高等学校、1618年に藩の学問所「禅林文庫」として創基、1900年4月に県立に移管され旧制山形県米沢中学校となる[12]
- 日本一古い起源を持つ女子校
  - 学校法人女子学院、A六番女学校として1870年創設[13]
  - フェリス女学院中学校・高等学校、メアリー・キダーによる1870年のヘボン施療所（ヘボン塾）での授業開始を発祥とする[14]
- 日本人が設立した日本一古い女子校- 学校法人跡見学園、跡見学校として1875年創設[15]

### 大学
- 日本一歴史が長い国立大学 - 東京大学、1877年大学設置[16]　＊日本初の近代的な国立大学でもある
  - 1685年設置の天文方、1798年整備の昌平坂学問所、1858年開設の種痘所などの流れも汲む[17]
- 日本一歴史が長い国立の単科工科大学 - 東京工業大学、1929年大学設置
  - 1881年開学の東京職工学校の流れを汲む。日本一古い起源を持つ国立の単科工科大学でもある[18]
- 日本一歴史が長い女子大学 - 東京女子医科大学、1947年大学令により大学設置
  - 1900年開学の東京女医学校の流れを汲む。日本一古い起源を持つ女子医科大学でもある
- 医科大学を除く日本一歴史が長い女子大学 - 日本女子大学、津田塾大学、東京女子大学、聖心女子大学、神戸女学院大学、1948年4月1日大学設置
- 日本一歴史が長い国立の女子大学 - お茶の水女子大学[19]、奈良女子大学[20]、1949年5月31日大学設置
  - お茶の水女子大学は1872年開学、1877年廃校の官立初の女子校である東京女学校、1875年開学の東京女子師範学校の流れを汲む。日本一古い起源を持つ国立の女子大学でもある[21]
- 日本一歴史が長い大学令による公立大学 - 京都府立医科大学、1921年10月20日大学設置[22][23]
- 日本一歴史が長い国立芸術大学 - 東京藝術大学、1949年5月大学設置[24]
- 日本一歴史が長い公立美術大学 - 京都市立芸術大学、1950年京都市立美術大学として大学設置[25]
- 日本一歴史が長い公立音楽大学 - 京都市立芸術大学、1952年京都市立音楽短期大学として大学設置[25]
- 日本一歴史が長い大学令による私立大学 - 慶應義塾大学・早稲田大学、1920年2月5日大学設置[26][27]　＊日本初でもある[23]
- 日本一歴史が長い私立の理工科大学 - 千葉工業大学、1942年、興亜工業大学の名称で大学設置
- 日本一歴史が長い私立の単科医科大学 - 東京慈恵会医科大学、1921年大学令により大学設置

創設時の組織形態が大学でなかったものを「古い起源を持つ」として以下に記す
- 日本一古い起源を持つ大学 - 身延山大学、1556年（弘治2年）に「善学院」として開学、1994年に大学設置[9]
  - 種智院大学は、空海が庶民教育の学校として828年に創設した綜藝種智院を起源としているが、一度閉鎖され、1881年の「総黌」開設[28]による復興まで流れは途絶えている
- 日本一古い起源を持つ女子大学 - フェリス女学院大学、英学塾として1870年開学[29]、1965年大学設置[30]
  - 聖心女子大学は聖心会 (カトリック教育修道会)として1800年フランス・パリに創立、聖心学院として1801年フランス・アミアンに創立[31]
- 日本一古い起源を持つ美術大学 - 京都市立芸術大学、京都府画学校として1880年開学、1950年京都市立美術大学として大学設置[32]。
- 日本一古い起源を持つ私立の理科大学 - 東京理科大学、東京物理学講習所として1881年開学、1949年に大学設置[33]
- 日本一古い起源を持つ私立の単科工科大学 - 工学院大学、工手学校として1887年開学、1949年に大学設置[18]
- 日本一古い起源を持つ私立の医科大学 - 日本医科大学、済生学舎として1876年開学、1926年に大学設置
- 私立大学で唯一特定の創設者がいない大学 - 大東文化大学、「漢学振興運動」を発端として、1923年（大正12年）の帝国議会衆議院本会議において可決。

### その他の教育機関
- 日本一古い起源を持つ庶民学校（庶民教育の学校）- 閑谷学校、1651年開校、現在は岡山県青少年教育センター閑谷学校と岡山県立和気閑谷高等学校 ＊存続する世界最古の庶民学校でもある[34][35]

## 地理

### 小学校
- 日本一高所に位置する小学校 南牧村立南牧南小学校（標高1,327m）[36]（分校を含めると、山梨市立笛川小学校柳平分校（標高1,530m）[37]）
- 日本一北に位置する小学校 稚内市立大岬小学校（北緯45度30分）[38]
- 日本一東に位置する小学校 根室市立歯舞小学校<同市立歯舞中学校との併置校=根室市立歯舞学園>（東経145度45分）
- 日本一西に位置する小学校 与那国町立久部良小学校（東経122度56分）[39]
- 日本一南に位置する小学校 竹富町立波照間小学校（北緯24度3分）[40]

### 中学校
- 日本一高所に位置する中学校 白根開善学校中等部（標高1,138m）[41]
- 日本一北に位置する中学校 稚内市立宗谷中学校（北緯45度25分）[38]
- 日本一東に位置する中学校 根室市立歯舞中学校<同市立歯舞小学校との併置校=根室市立歯舞学園>（東経145度45分）[38]
- 日本一西に位置する中学校 与那国町立久部良中学校（東経122度56分）[39]
- 日本一南に位置する中学校 竹富町立波照間中学校（北緯24度3分）[40]

### 高等学校
- 日本一高所に位置する高等学校 白根開善学校高等部（標高1,138m）[41]
- 日本一北に位置する高等学校 北海道礼文高等学校（北緯45度30分）[38]
- 日本一東に位置する高等学校 北海道根室高等学校（東経145度36分）[38]
- 日本一西に位置する高等学校 沖縄県立八重山農林高等学校（東経124度9分51秒）[42]
- 日本一南に位置する高等学校 沖縄県立八重山商工高等学校（北緯24度20分）[42]

### 大学
- 日本一北に位置する大学 稚内北星学園大学（北緯45度23分）[38]
  - 国公立大学では名寄市立大学（北緯44度21分）[38]
- 日本一東に位置する大学 北海道教育大学釧路校（東経144度24分9秒）[43]
  - 私立大学では東京農業大学北海道オホーツクキャンパス（東経144度23分）[44]
- 日本一西に位置する大学 沖縄県立看護大学（東経127度41分）（日本一南に位置する国公立大学でもある）
- 日本一南に位置する大学 沖縄大学（北緯26度12分3秒）[45]（日本一西に位置する私立大学でもある）

## 規模

### 中学校
- 日本一生徒数の多い公立中学校 川崎市立西中原中学校（1,373名[46]）[47]

### 高等学校
- 日本一敷地が広い高等学校 北海道標茶高等学校（約255ha）[48]
- 日本一多くの専門学科を持つ高等学校 富山県立富山工業高等学校（全日制11科[49]、定時制3科[50]）
- 日本一生徒数の多い高等学校 N高等学校（通信制、約12,000人[51]）
  - 日本一生徒数の多い全日制高等学校 作新学院高等学校（平成26年5月時点で3668名[52]）
- 日本一校舎棟が高い高等学校 川崎市立川崎総合科学高等学校（約70m[53]）[54]

### 大学
- 日本一学生数の多い大学 日本大学（大学院、学部、通信教育部合計で8万人超[55]）[56]
  - 国公立大学では大阪大学（15,285名）
  - 女子大学では武庫川女子大学（8,057名）[57]
- 日本一敷地面積の広い大学 北海道大学（66,000ha - 所有地・農場・研究林を含む）[58]
- 日本一キャンパスが広い大学(単一キャンパス)
  - 国公立大学では九州大学伊都キャンパス（約275ha）[59]
  - 私立大学では酪農学園大学 (132ha)[60]
- 日本一多くの学部を持つ大学 東海大学（23学部）[61]

## その他

### 小学校
- 日本一名前が長い小学校 高知県宿毛市愛媛県南宇和郡愛南町篠山小中学校組合立篠山小学校[62]（30文字）

### 中学校
- 日本一名前が長い中学校 高知県宿毛市愛媛県南宇和郡愛南町篠山小中学校組合立篠山中学校[62]（30文字）

一部事務組合は参加する市町村の名を正式名称で入れなければならないため。高知県宿毛市と愛媛県愛南町は県境を挟んで隣り合っている。

### 高等学校
- 日本一名前が長い高等学校 金沢大学人間社会学域学校教育学類附属高等学校（石川県金沢市、22文字）[63][64]
- 日本一長い校歌 長野県諏訪清陵高等学校（第一校歌の8番と第二校歌の序章+10番+終章で合計20番）[65]

### 大学
- 日本一名前が長い大学 LEC東京リーガルマインド大学院大学（東京都千代田区、20文字）※株式会社立の大学
  - 日本一名前が長い学校法人が運営する大学 大阪河﨑リハビリテーション大学（大阪府貝塚市、16文字）
  - 日本一名前が長い国公立大学 山陽小野田市立山口東京理科大学（山口県山陽小野田市、15文字）[66]

### その他の教育機関
- 日本一古い現存する洋風木造小学校校舎
  - 静岡県磐田市 旧見付学校- 明治8年（1875年）8月7日に落成・開校式[67][68]。現在は教育資料館。
  - 長野県佐久市 旧中込学校- 明治8年（1875年）12月25日に落成[69][70]。別名太鼓樓、ギヤマン学校。国史跡。